# Torreblascopedro
Torreblascopedro es una localidad y municipio español situado en la parte occidental de la comarca de La Loma, en la provincia de Jaén. Limita con los municipios de Linares, Lupión, Begíjar, Villatorres, Mengíbar y Jabalquinto. Por su término discurren los ríos Guadalquivir y Guadalimar.
El municipio torreño tiene una población de 2402 habitantes (INE 2024) y comprende los núcleos de población de Torreblascopedro —capital municipal— y Campillo del Río.
El habla característica de Torreblascopedro comprende el yeísmo, como particularidad de la zona, enmarcada dentro del acento andaluz oriental.

## Toponimia
La localidad es conocida entre sus habitantes y los de las poblaciones colindantes como "La Torre", de ahí que el gentilicio sea torreño.

## Historia
Las primeras referencias fiables que se conocen datan del siglo XVIII, época en la que el municipio es mencionado en mapas y libros del término de Baeza. Asimismo, la construcción más antigua conocida corresponde al año de 1714, tal y como aparece reflejado en una moldura trapezoidal del escudo heráldico, que aún en la actualidad se conserva, de una casa del municipio.
En ese período histórico, de cortijadas y/o casas dispersas -pero de gran valor económico debido a los ricos pastos para el ganado de la zona-, el nombre de la localidad no queda nunca claro, apareciendo en algunos documentos como Torre de Blasco Pedro, Torre de Velasco y otras como Blascopedro.
El reducido núcleo de Lupión (de unos aprox. 80 habitantes), en contraposión con el poderío Baezado, originó un pleito por la posesión de la rica dehesa boyal denominada Torre de Velasco. Tras su resolución, en 1771 Baeza entregó el municipio al Villazgo de Lupión, del cual dependería hasta su constitución como villa.
En 1813 se elevó el primer escrito solicitando la independencia de Lupión. No obstante, no fue hasta 1871 cuando obtuvo la independencia, quedando definitivamente la villa con el nombre de Torreblascopedro.
La economía del siglo XVIII, basada en huertas y cereales, fue desapareciendo paulatinamente para ser sustituida por otra sustentada en el olivar (tendencia que persiste aun hoy en día). De hecho, ya a mediados del siglo XIX la principal producción de la localidad era el aceite de oliva. A su vez, y como era la norma en una economía tradicional de carácter agrario, la presencia de ganado era también notable, destacando en el caso concreto de Torreblascopedro la cría de cabezas de ganado lanar y vacuno, corpulento y "de buena estampa" debido a los buenos pastos.
Este panorama productivo, así como la tendencia a abandonar los cortijos concentrándose en la villa, sentaron las bases para la formación y desarrollo del municipio, puesto que dieron lugar a un acentuado crecimiento demográfico. Así en la segunda mitad del siglo XIX la población se cuadruplicó, superado ampliamente el millar de personas.
La consolidación y auge de la población se produjo en la década de los años 1950, en la cual la población pasó de 3253 a 4017 habitantes, cifra que sigue siendo la máxima registrada en el municipio. Este espectacular incremento demográfico fue debido a la plantación de nuevos y más rentables cultivos consecuencia del regadío, así como del Plan Jaén con la creación del pueblo de Colonización Campillo del Río. Ambos motivos condujeron a que Torreblascopedro fuese de los pocos pueblos de Jaén en los que la inmigración superaba la emigración.
Tras la década dorada de los 50, al igual que muchos pueblos en España, la escasez de trabajo y los bajos salarios provocaron una masiva emigración, siendo Madrid, Barcelona, Francia y Alemania los destinos preferidos. Esta tendencia permaneció hasta 1980, donde la población se estabilizó en torno a 3000 habitantes, manteniéndose aproximadamente así hasta nuestros días.
Entre los días 22 y 24 de septiembre de 2008 no paró de llover con gran intensidad. Como consecuencia se inundaron varias calles y casas al estar éstas en el antiguo cauce de un río, lo cual provocó una de las mayores inundaciones que ha conocido el pueblo. Siete meses antes ya había vuelto a ocurrir.

## Geografía
El término municipal de Torreblascopedro ofrece un relieve suave, ligeramente alomado, con unas cotas máximas en las proximidades del Cagasebo (452 m). Las cotas mínimas, unos 230 m, se alcanzan en el límite occidental del término municipal, en la confluencia de los ríos Guadalquivir y Guadalimar. Estos dos ríos, límites meridional y septentrional, respectivamente, constituyen las arterias principales de drenaje, a las que vierten sus aguas los distintos arroyos del sector.
| Noroeste: Jabalquinto | Norte: Linares   | Nordeste: Lupión            |
| Oeste: Mengíbar       |                  | Este: Begíjar               |
| Suroeste: Villatorres | Sur: Villatorres | Sureste: Mancha Real y Jaén |

### Pedanías
Campillo del Río está situada a 8 km del núcleo urbano y tiene la mayor producción de espárrago blanco de la provincia de Jaén. Ha sido pionera en la introducción de cultivos alternativos y producción de energía eléctrica solar.

## Demografía
Cuenta con una población de 2402 habitantes (INE 2024).
| Gráfica de evolución demográfica de Torreblascopedro entre 1842 y 2021                                                |
| |
| Población de derecho según los censos de población del INE. Población de hecho según los censos de población del INE. |

## Economía

### Evolución de la deuda viva municipal
| Gráfica de evolución de deuda viva del Ayuntamiento de Torreblascopedro entre 2008 y 2019                                |
| |
| Deuda viva del Ayuntamiento de Torreblascopedro en miles de euros según datos del Ministerio de Hacienda y Ad. Públicas. |

## Administración y política
| Partido                                                | 1979 | 1983 | 1987 | 1991 | 1995 | 1999 | 2003 | 2007 | 2011 | 2015 | 2019 | 2023 |
| ------------------------------------------------------ | ---- | ---- | ---- | ---- | ---- | ---- | ---- | ---- | ---- | ---- | ---- | ---- |
| PA/AxS/UA                                              | -    | -    | -    | -    | -    | -    | 4    | 7    | 8    | 7    | 7    | 7    |
| PSOE                                                   | 6    | 8    | 5    | 6    | 4    | 6    | 6    | 4    | 3    | 4    | 4    | 4    |
| AP/PP                                                  | -    | 3    | 2    | 4    | 1    | 0    | 0    | 0    | 0    | 0    | 0    | 0    |
| PCE/IU                                                 | 0    | 0    | 1    | -    | 1    | 0    | 0    | -    | -    | -    | -    | -    |
| GITYC                                                  | -    | -    | 3    | 1    | 5    | 5    | 1    | -    | -    | -    | -    | -    |
| UCD                                                    | 5    | -    | -    | -    | -    | -    | -    | -    | -    | -    | -    | -    |
| En negrilla el partido más votado                      |      |      |      |      |      |      |      |      |      |      |      |      |
| Fuente: Datos de las elecciones municipales desde 1979 |      |      |      |      |      |      |      |      |      |      |      |      |

### Alcaldía
| Periodo   | Nombre                                             | Partido                                  |
| --------- | -------------------------------------------------- | ---------------------------------------- |
| 1979-1983 | Jesús Garzón Paredes 1979: Manuel Márquez González | Partido Socialista Obrero Español (PSOE) |
| 1983-1987 | Manuel Márquez González                            | Partido Socialista Obrero Español (PSOE) |
| 1987-1991 | Julio Serrano Luján                                | Partido Socialista Obrero Español (PSOE) |
| 1991-1995 | Julio Serrano Luján                                | Partido Socialista Obrero Español (PSOE) |
| 1995-1999 | Ildefonso Díaz Martínez                            | GITYC                                    |
| 1999-2003 | María Jiménez Ramos                                | Partido Socialista Obrero Español (PSOE) |
| 2003-2007 | María Jiménez Ramos María Teresa Carmona Casado    | Partido Socialista Obrero Español (PSOE) |
| 2007-2011 | Juan María Ruiz Palacios                           | Partido Andalucista (PA)                 |
| 2011-2015 | Juan María Ruiz Palacios                           | Partido Andalucista (PA)                 |
| 2015-2019 | Juan María Ruiz Palacios                           | Partido Andalucista (PA)                 |
| 2019-2023 | Juan María Ruiz Palacios                           | Andalucía Por Sí (AxSí)                  |
| 2023-act. | Juan María Ruiz Palacios                           | UA                                       |